# Sista Bramini
Sista Bramini (Roma, 13 maggio 1958) è una regista, attrice formatrice italiana di teatro.
Ha fondato e dirige dal 1992 la compagnia O Thiasos TeatroNatura.

## Biografia

### Formazione
Tra il 1982 e il 1984 frequenta la scuola di recitazione di Alessandro Fersen e quella di drammaturgia di Eduardo de Filippo. Si laurea in Lettere e Filosofia presso l'Università La Sapienza di Roma con una tesi sul Teatro delle Sorgenti di J. Grotowski. Traendo ispirazione dalla ricerca del maestro polacco, incontrato nella stessa università durante le celebri lezioni romane del 1983 intitolate “Tecniche Originarie dell'Attore”, e dopo aver seguito numerosi stage teatrali con maestri di area grotowskiana, Eugenio Barba e del teatro di Peter Brook, nel 1992 fonda, con Francesca Ferri, l'Associazione culturale O Thiasos nella quale confluisce il progetto TeatroNatura che indaga l’incontro tra teatro, luogo naturale, ricerca umana personale e coscienza ecologica.

### Traiettoria artistica
Sista Bramini è stata, attraverso la poetica e la pratica pionieristica della compagnia O Thiasos TeatroNatura,  l'ideatrice del genere Teatro Natura.
Gli spettacoli, che si svolgono in forma itinerante in luoghi naturali e in stretto contatto con la luce, la morfologia e l’acustica presenti, sono caratterizzati da elementi di danza, canto polifonico a cappella e parola teatrale; lo scopo di questo genere è promuovere, attraverso gli strumenti teatrali, il recupero delle radici culturali, il legame con gli altri esseri viventi e la qualificazione del paesaggio.
Nel corso degli anni, Sista Bramini approfondisce ed elabora, come interprete dal vivo, uno stile di racconto teatrale, principalmente legato al mito classico, accompagnato da musica vocale e strumentale, che presenta nella natura, nei siti archeologici e nelle sale teatrali.
Come formatrice conduce workshop di TeatroNatura e di narrazione teatrale in parchi naturali, siti archeologici e sale teatrali.
Nel 2000 fonda, con gli altri membri della compagnia O Thiasos, TeatroNatura, la Sala CantieriScalzi a Roma, centro di laboratori e iniziative culturali che dirige. È insegnante del Metodo Feldenkrais.

## Collaborazioni
Sista Bramini vanta collaborazioni pluriennali con parchi, università, enti e associazioni.

### I parchi
Dal 1996 al 2006 realizza vari spettacoli, un corso residenziale di formazione per il Parco Nazionale dei Monti Sibillini ed importanti rassegne teatrali per RomaNatura, Parco regionale del Pineto e Parco della Caffarella.
Tra il 2002 e il 2014 realizza spettacoli e corsi di formazione per il Festival Teatro di Gioia (diretto da Dacia Maraini) nel Parco Nazionale d’Abruzzo Lazio e Molise.
Tra il 2002 e il 2016 collabora regolarmente con Parco Nord di Milano (Festival Naturalmente Arte e Festival della Biodiversità) e partecipa al progetto Biofilia dell’Università della Valle d’Aosta presso il Parco Nazionale del Gran Paradiso.
Tra il 2011 e il 2016 collabora con la Soprintendenza dei Beni archeologici del Comune di Roma (presso la Villa di Massenzio Appia Antica) della Campania (presso il Parco archeologico dei Campi Flegrei) con spettacoli di repertorio e creati apposta per i luoghi scelti.

### Le Università
Dal 2005 ha presentato spettacoli e laboratori sul mito classico agli studenti delle Università La Sapienza di Roma e Roma3.
Dal 2007 collabora con IRIS (Istituto di Ricerca Interdisciplinare sulla Sostenibilità) presso l’Università di Torino.
Dal 2010 Collabora con l’Università della Valle d’Aosta al progetto pedagogico di ricerca REA (Ricerca Ecologia Affettiva) sulla Biofilia.
Nella stagione 2010-2011 realizza su commissione della Regione Lazio il progetto “Il filo d’oro. Festa del Museo dell’Olio”, in collaborazione con l’Università La Sapienza di Roma.
Nell’anno accademico 2015-2016 collabora con l’Università della Valle d’Aosta al progetto “Natura vissuta, natura narrata. Bambini e Natura. Percorso di ricerca interdisciplinare su natura vissuta e natura narrata”.

### Enti e associazioni
Dal 2000 ha ambientato numerosi spettacoli ad Arte Sella/ Incontri internazionali di Arte Natura, e creato dallo Stabat Mater di Arvo Part, in collaborazione col maestro Mario Brunello, Niobe. Fucina Madre.
Dal 2008 collabora con interventi artistici e speculativi all’interno dei convegni promossi dal Museo Civico di Zoologia e dal Museo del Planetario di Roma, ANMS, con il patrocinio dell’International Council of Museums (ICOM).
Nel 2016 crea "Anemos, my sweet love’s flower", una rassegna di spettacoli in luoghi archeologici, progetto in collaborazione con la Soprintendenza della Regione Campania, MiBACT, Parco archeologico dei Campi Flegrei.

### Premi e riconoscimenti
Nel 2000 la compagnia O Thiasos TeatroNatura ha ricevuto il prestigioso premio europeo di Europarc come “miglior progetto europeo di interpretazione del territorio”. Nel 2011 con lo spettacolo La leggenda di Giuliano, tratto dal racconto di Gustave Flaubert, vince la seconda edizione del concorso I Teatri del Sacro (Federgat).

## Teatrografia parziale

### Spettacoli
- Giorni felici (1989)
- Aspettando Godot (1991), presentato al Festival di Santarcangelo (1992)
- Crepuscolo (1994)
- Ifigenia in Tauride (1997)
- Pentesilea (1998), debutto alla Villa di Plinio Pineta di Castelfusano, Estate Romana
- Sorores Ludi (2000), debutto all'interno del progetto Per antiche vie di Mario Martone per il Giubileo
- Vertumno e Pomona (2001)
- Metamorfosi Laboratorio (2002), debutto al Bosco di Capodimonte a Napoli
- Le flagellanti (2002), regia di Roberto Silvestri, debutto al parco regionale del Pineto a Roma presentato al Festival Teatro di Gioia 2004, e a Belluno, Festival Il filo di Arianna 2007[5]
- Miti d'acqua (2003) presentato al Magfest, Cuba, 2012; al Centro "Porta Grodzka - Teatro NN", Lublino (Polonia)[6], Incontro con i Narratori del Mondo 2014
- InCorpiNuovi (2003), presentato a Torino, Parco la Mandria, Teatro al naturale VI edizione
- Contro di Me (2005), teatro Furio Camillo, Roma
- Numa, ovvero Roma non fu fatta in un giorno (2006), presentato al Teatro Palladium Roma, XVII Convegno Internazionale di Studi Cinematografici, Università Roma 3, 2011
- Nascita di Roma (2006) presentato al Vascello dei Piccoli, rassegna di teatro per l'infanzia e la gioventù) Teatro Vascello, Roma
- Le Trampoline (2007) Carnevale Tradizionale Romano, IX Municipio del Comune di Roma
- Il Carro del Sole (2007) Valenza Po, Villa Groppella, progetto Naturalmente Creativi
- Miti di Stelle (2007), presentato a Lisbona, Gulbelkian Foundation, nell'ambito del convegno Science and Digital Society e ad Arte Sella[7] (2011)
- Il Terzo Passo, ideazione e regia di Sista Bramini e Lorenza Zambon, creazioni di Casa degli alfieri, O Thiasos TeatroNatura, Teatro immagine, La Casa di Rappresentato a Milano, Parco Nord – Sesto San Giovanni ogni anno dal 2008 al 2012 nell'ambito del Festival della Biodiversità[8]
- Danzò Danzò (2008), presentato a Holstebro (Danimarca), in TRANSIT 6 International women's theatre festival Odin Teatret[9] (2009)
- Rose Rosse (2009), debutto al Teatro Cilea di Reggio Calabria
- Il Camminante (2009), debutto nella Rassegna dei Teatri Andanti, Teatro delle Selve, antica via degli Scalpellini (Pella, lago d'Orta, VA). Da un libro della scrittrice Laura Pariani.
- Ho tremato con la terra (2010) nell'ambito del Laboratorio sperimentale della Scuola estiva di perfezionamento in Seismic Risk Management, Università di Udine[10]. Spettacolo dialogo tra O Thiasos, la fotografa Alice Benessia, i professori Bruna De Marchi e Silvio Funtowicz
- Vassilissa nella foresta della Baba Yaga (2009), Teatro Biblioteca Quarticciolo, Roma

Metamorfosi della Ninfa Io (2010) debutto a Pescasseroli Parco d'Abruzzo Europarc 2, presentato alla Villa di Massenzio, progetto Fabulae 2014 Roma
- Il Filo d'Oro (2011) Castelnuovo di Farfa (RI), Festa del Museo dell'Olio". Progetto realizzato da O Thiasos TeatroNatura in collaborazione con Regione Lazio, Università La Sapienza di Roma e Museo dell'Olio di Castelnuovo di Farfa[12]
- La leggenda di Giuliano (2011), Lucca (orto botanico) Vincitore Teatri del Sacro, Federgat[13]
- Niobe (2012) con i musicisti Mario Brunello, Marco Rizzi e Danilo Rossi, i cantanti Marina Bartoli, Razek Francois Bitar e Alberto Allegrezza. Presentato a Borgo Valsugana (TN), nell'ambito del progetto “Fucina Artesella/Fucina Madre” Teatro Naturale Artesella, Museo Internazionale di arte contemporanea in natura[14]
- La donna scheletro (2012), presentato al 6º Festival della Biodiversità[15], Parco Nord, Milano (2013)
- Mila di Codra (2013), tratto da La figlia di Iorio di Gabriele D’Annunzio, drammaturgia di Dacia Maraini, debutto al XIII Festival Teatro di Gioia nel Parco Nazionale d'Abruzzo-Lazio e Molise[16]
- Demetra e Persefone, parco Regionale del Pineto, Roma, presentato a La Soffitta, Università di Bologna (2013)[17]
- Venere e Adone (2014) di William Shakespeare, debutto alla Fondazione Roma Museo, Palazzo Sciarra, Roma
- Tempeste (2014), debutto al Festival Le Pietre che Cantano[18] (Pagliara di Tione, Abruzzo), presentato al Parco archeologico di Poseidonia, Paestum, evento organizzato dalla Soprintendenza per i Beni Archeologici di Salerno, Avellino, Benevento e Caserta
- Fermento (debutto il 19 settembre 2015 al Parco Nord Milano) - Spettacolo itinerante dal tramonto all'alba
- Viaggio di Psiche (2016) da Amore e Psiche di Apuleio, debutto Crypta Romana, Cuma (NA), 24 settembre 2016, Progetto Anemos MiBACT, Parco archeologico dei Campi Flegrei, O Thiasos TeatroNatura.
- ARONA CHE VOLA (2016) I deliri di San Carlo, Drammaturgia di Dacia Maraini, debutto Antico Porto di Arona, 7 settembre 2016, Festival, il Teatro sull’Acqua.

## Regie cinematografiche
- Nozze sannite (2007)

## Lista parziale di pubblicazioni
- La vocazione teatrale del paesaggio in "La nave di Penelope", Giunti Editore, 2003 ISBN 978-88-09028-38-8
- Un teatro nel paesaggio. Fotografare O Thiasos Teatro Natura, con F. Galli, Titivillus Editore, 2007. ISBN 978-88-72181-75-1